# Sebastian Karbin
Sebastian Karbin (6 agosto 1982) è un giocatore di football americano finlandese che gioca come linebacker per i Porvoon Butchers.